# Enicospilus vollenhoveni
Enicospilus vollenhoveni là một loài tò vò trong họ Ichneumonidae.